# WTA Finals 2018 – ženská čtyřhra
Ženská čtyřhra WTA Finals 2018 probíhala ve druhé polovině října 2018, jakožto jedno z vyvrcholení ženské profesionální sezóny. Do deblové soutěže singapurského Turnaje mistryň nastoupilo osm nejlepších párů v klasifikaci žebříčku Porsche WTA Race. Obhájkyněmi titulu byly Maďarka Tímea Babosová a Češka Andrea Sestini Hlaváčková, které nestartovaly společně. Spoluhráčkou Babosové se stala Francouzka Kristina Mladenovicová. Sestini Hlaváčková vytvořila dvojici s krajankou Barborou Strýcovou.
Rozlosování deblové soutěže proběhlo v úterý 23. října 2018 v 18 hodin místního času.
Z turnaje se odhlásil ruský pár Jekatěrina Makarovová a Jelena Vesninová, které se kvalifikovaly především díky výhře na úvodním grandslamu sezóny Australian Open. Dvojice se po květnovém Mutua Madrid Open rozpadla, a následně se obě hráčky staly světovými jedničkami. V říjnu 2018 pak Vesninová oznámila těhotenství, které několik měsíců tajila.
Vítězem se stal druhý nasazený maďarsko-francouzský pár Tímea Babosová a Kristina Mladenovicová, který ve finále zdolal české světové jedničky Barboru Krejčíkovou s Kateřinou Siniakovou po dvousetovém průběhu 6–4 a 7–5. Obě šampionky si do žebříčku WTA připsaly 1 500 bodů a získaly šestou společnou trofej, respektive po Australian Open 2018 a Birmingham Classic 2018 třetí v probíhající sezóně. Babosová i Mladenovicová vybojovaly devatenáctý deblový titul na okruhu WTA Tour. Babosová rovněž obhájila trofej Martiny Navrátilové. Češky si již postupem do finále zajistily první místo na konečném žebříčku WTA čtyřhry pro rok 2018.

## Nasazení párů
1. Barbora Krejčíková /  Kateřina Siniaková (finále, 1 080 bodů, 260 000 USD/pár)
2. Tímea Babosová /  Kristina Mladenovicová (vítězky, 1 500 bodů, 500 000 USD/pár)
3. Andrea Sestini Hlaváčková /  Barbora Strýcová (semifinále, 750 bodů, 157 500 USD/pár)
4. Gabriela Dabrowská /  Sü I-fan (čtvrtfinále, 375 bodů, 81 250 USD/pár)
5. Elise Mertensová /  Demi Schuursová (čtvrtfinále, 375 bodů, 81 250 USD/pár)
6. Nicole Melicharová /  Květa Peschkeová (čtvrtfinále, 375 bodů, 81 250 USD/pár)
7. Andreja Klepačová /  María José Martínezová Sánchezová (čtvrtfinále, 375 bodů, 81 250 USD/pár)
8. Ashleigh Bartyová /  Coco Vandewegheová (semifinále, 750 bodů, 157 500 USD/pár)

## Soutěž
| Legenda                                                       |                                                                        |                                                   |
| - Q – kvalifikant - WC – divoká karta - LL – šťastný poražený | - Alt – náhradník - SE – zvláštní výjimka - PR/SR – žebříčková ochrana | - w/o – bez boje - r – skreč - d – diskvalifikace |

|  | Čtvrtfinále | Čtvrtfinále                                      | Čtvrtfinále                                | Čtvrtfinále | Čtvrtfinále |                                            |                                       | Semifinále | Semifinále | Semifinále | Semifinále | Semifinále |                                       |   | Finále | Finále | Finále | Finále | Finále |
|  |             |                                                  |                                            |             |             |                                            |                                       |            |            |            |            |            |                                       |   |        |        |        |        |        |
|  | 1           | Barbora Krejčíková Kateřina Siniaková            | 6                                          | 6           |             |                                            |                                       |            |            |            |            |            |                                       |   |        |        |        |        |        |
|  | 7           | Nicole Melicharová Květa Peschkeová              | 1                                          | 4           |             |                                            |                                       |            |            |            |            |            |                                       |   |        |        |        |        |        |
|  | 7           | Nicole Melicharová Květa Peschkeová              | 1                                          | 4           |             | 1                                          | Barbora Krejčíková Kateřina Siniaková | 6          | 6          |            |            |            |                                       |   |        |        |        |        |        |
|  |             |                                                  |                                            |             |             |                                            | Barbora Krejčíková Kateřina Siniaková | 6          | 6          |            |            |            |                                       |   |        |        |        |        |        |
|  |             | 3                                                | Andrea Sestini Hlaváčková Barbora Strýcová | 3           | 2           |                                            |                                       |            |            |            |            |            |                                       |   |        |        |        |        |        |
|  | 3           | 3                                                | Andrea Sestini Hlaváčková Barbora Strýcová | 3           | 2           | Andrea Sestini Hlaváčková Barbora Strýcová | 6                                     | 6          |            |            |            |            |                                       |   |        |        |        |        |        |
|  | 3           |                                                  |                                            |             |             | Andrea Sestini Hlaváčková Barbora Strýcová | 6                                     | 6          |            |            |            |            |                                       |   |        |        |        |        |        |
|  | 8           | Andreja Klepačová María José Martínez Sánchezová | 1                                          | 2           |             |                                            |                                       |            |            |            |            |            |                                       |   |        |        |        |        |        |
|  | 8           | Andreja Klepačová María José Martínez Sánchezová | 1                                          | 2           |             |                                            |                                       |            |            |            |            | 1          | Barbora Krejčíková Kateřina Siniaková | 4 | 5      |        |        |        |        |
|  |             |                                                  |                                            |             |             |                                            |                                       |            |            |            |            |            |                                       | 4 | 5      |        |        |        |        |
|  |             | 2                                                | Tímea Babosová Kristina Mladenovicová      | 6           | 7           |                                            |                                       |            |            |            |            |            |                                       |   |        |        |        |        |        |
|  | 6           | 2                                                | Tímea Babosová Kristina Mladenovicová      | 6           | 7           | Ashleigh Bartyová Coco Vandewegheová       | 6                                     | 6          |            |            |            |            |                                       |   |        |        |        |        |        |
|  | 6           |                                                  |                                            |             |             | Ashleigh Bartyová Coco Vandewegheová       | 6                                     | 6          |            |            |            |            |                                       |   |        |        |        |        |        |
|  | 4           | Elise Mertensová Demi Schuursová                 | 1                                          | 4           |             |                                            |                                       |            |            |            |            |            |                                       |   |        |        |        |        |        |
|  | 4           | Elise Mertensová Demi Schuursová                 | 1                                          | 4           |             | 6                                          | Ashleigh Bartyová Coco Vandewegheová  | 7          | 3          | 8          |            |            |                                       |   |        |        |        |        |        |
|  |             |                                                  |                                            |             |             |                                            | Ashleigh Bartyová Coco Vandewegheová  | 7          | 3          | 8          |            |            |                                       |   |        |        |        |        |        |
|  |             | 2                                                | Tímea Babosová Kristina Mladenovicová      | 65          | 6           | 10                                         |                                       |            |            |            |            |            |                                       |   |        |        |        |        |        |
|  | 5           | 2                                                | Tímea Babosová Kristina Mladenovicová      | 65          | 6           | 10                                         | Gabriela Dabrowská Sü I-fan           | 0          | 2          |            |            |            |                                       |   |        |        |        |        |        |
|  | 5           |                                                  |                                            |             |             |                                            | Gabriela Dabrowská Sü I-fan           | 0          | 2          |            |            |            |                                       |   |        |        |        |        |        |
|  | 2           | Tímea Babosová Kristina Mladenovicová            | 6                                          | 6           |             |                                            |                                       |            |            |            |            |            |                                       |   |        |        |        |        |        |